# Mario Pomilio
Mario Pomilio (Orsogna, 14 de gener de 1921 - Nàpols, 3 d'abril de 1990) fou un periodista, polític i escriptor italià. És conegut per les seves novel·les, entre les quals, Il Quinto Evangelio (El Cinquè Evangeli).

## Biografia
Mario Pomilio va obtenir el Premi Strega (1983) per Il Natale del 1833 (Rusconi), el Premi Campiello (1965) per a La compromissione, i en França, el Prix du Meilleur livre étranger(1977) per El Cinquè Evangeli (It. Il Quinto Evangelio). De 1984 a 1989 va ser diputat per la Democràcia Cristiana, després d'haver fet campanya per al Partit Socialista Italià.